# District de Tsuzuki

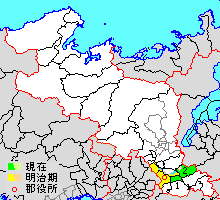
District de Tsuzuki, préfecture de Kyoto.

Le district de Tsuzuki (綴喜郡, Tsuzuki-gun) est un district de la préfecture de Kyoto, au Japon.

## Géographie

### Démographie
Au 1er décembre 2014, la population du district de Tsuzuki s'élevait à 17 644 habitants répartis sur une superficie de 76,28 km2,.

### Municipalités du district
- Ide
- Ujitawara

### Anciennes municipalités
- Fugenji (1889-1951)
- Kusaji (1879-1951)
- Miyamaki (1879-1951)
- Ōsumi (1879-1951)
- Tanabe (1879-1997)
- Yawata (1879-1977)